# Mirza Bašić
Mirza Bašić (ur. 12 lipca 1991 w Sarajewie) – bośniacki tenisista, reprezentant w Pucharze Davisa, olimpijczyk z Rio de Janeiro (2016).

## Kariera tenisowa
Jako junior, najwyżej sklasyfikowany był na 6. pozycji w rankingu ITF (1 stycznia 2009).
W 2007 po raz pierwszy wystąpił w turnieju rangi ATP Challenger Tour w Sarajewie. W 2013 zadebiutował w kwalifikacjach turnieju Wielkiego Szlema. W tym samym roku po raz pierwszy wystąpił w drabince głównej turnieju rangi ATP World Tour – po wyeliminowaniu Jerzego Janowicza, przegrał w 2 rundzie Gerry Weber Open 2013 z Mischą Zverevem 6:7(5), 3:6. W styczniu 2016 pomyślnie przeszedł przez kwalifikacje Australian Open i po raz pierwszy wystąpił w turnieju głównym Wielkiego Szlema. Po pokonaniu Robina Haase, uległ w 2 rundzie Tomášowi Berdychowi 4:6, 0:6, 3:6.
W lutym 2018 wygrał turniej rangi ATP World Tour w Sofii, najpierw startując w kwalifikacjach. W półfinale zawodów wyeliminował najwyżej rozstawionego Stana Wawrinkę, a w finale wynikiem 7:6(6), 6:7(4), 6:4 Mariusa Copila.
Od 2007 reprezentuje Bośnię i Hercegowinę w Pucharze Davisa.
W 2016 zagrał w konkurencji gry pojedynczej na igrzyskach olimpijskich w Rio de Janeiro odpadając w 1. rundzie.
Najwyżej sklasyfikowany w rankingu singlistów był na 74. miejscu (19 lutego 2018), natomiast w zestawieniu deblistów na 203. pozycji (28 stycznia 2019).

### Finały w turniejach ATP World Tour
| Legenda                                      |
| -------------------------------------------- |
| Wielki Szlem                                 |
| Igrzyska olimpijskie                         |
| Tennis Masters Cup / ATP Finals              |
| ATP Masters Series / ATP Tour Masters 1000   |
| ATP International Series Gold / ATP Tour 500 |
| ATP International Series / ATP Tour 250      |

#### Gra pojedyncza (1–0)
| Końcowy wynik | Nr | Data           | Turniej | Nawierzchnia  | Przeciwnik   | Wynik finału        |
| ------------- | -- | -------------- | ------- | ------------- | ------------ | ------------------- |
| Zwycięzca     | 1. | 11 lutego 2018 | Sofia   | Twarda (hala) | Marius Copil | 7:6(6), 6:7(4), 6:4 |